# Tannat
Tannat é uma uva tinta da família da Vitis vinifera originária do sul da França. É usualmente utilizada em assemblage com merlot, para suavizar o vinho.
É a grande uva adotada pelo Uruguai, que possui uma extensa área de vinhedos dessa casta.
A tannat dá origem a vinhos de muito caráter, bastante corpo e estrutura, muito tanino, com grande intensidade de cor, aromas deliciosos de frutas escuras e chocolate, com ótima concentração. Estes vinhos acompanham muito bem pratos de carnes vermelhas, com molhos fortes.
A uva Tannat é cultivada no Brasil nas regiões da Serra Gaúcha e Campanha Gaúcha e também no Uruguai.